# Stefan de Vrij
Stefan de Vrij (Aussprache: ['stefan də'v̊rɛ͡ı]; * 5. Februar 1992 in Ouderkerk aan den IJssel) ist ein niederländischer Fußballspieler, der vorrangig auf der Position des Innenverteidigers eingesetzt wird. Er steht seit 2018 bei Inter Mailand unter Vertrag und ist Nationalspieler.

## Karriere

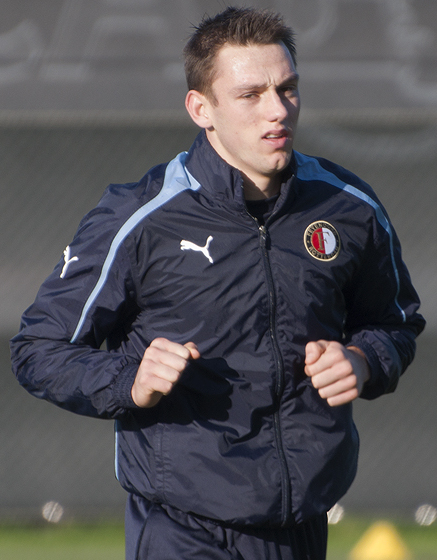
Stefan de Vrij bei Feyenoord Rotterdam (2012)

### Vereinskarriere
Er spielte seit der Saison 2009/10 in der Eredivisie für Feyenoord Rotterdam und erzielte  sieben Tore in 135 Spielen. 2014 wechselte er zu Lazio Rom. Die Römer bezahlten für ihn 7 Mio. Euro. Sein Debüt in der Serie A gab er am 31. August 2014 bei der 3:1-Auswärtsniederlage gegen die AC Mailand. Für Lazio Rom absolvierte er 95 Spiele in der Serie A. Unfreiwillig für Schlagzeilen sorgte er im März 2018, als Lazio 2 Millionen Euro an Betrüger überwies, die diese Summe als angeblich nicht bezahlten Teil der Ablöse an Feyenoord Rotterdam forderten.
Anfang Juli 2018 schloss er sich mit einem Vertrag bis 2023 Inter Mailand an. De Vrij entwickelte sich zum Stammspieler des italienischen Topvereins und gewann mit Inter in der Saison 2020/21 die italienische Meisterschaft.

### Nationalmannschaft
Seit August 2012 ist de Vrij auch Nationalspieler. Bondscoach Louis van Gaal holte ihn nach der EM 2012 in den Kader und ließ ihn am 15. August 2012 im Freundschaftsspiel gegen Belgien debütieren. De Vrij wurde bei der 2:4-Niederlage nach der Halbzeitpause eingewechselt. Schließlich wurde er für die WM 2014 nominiert. Dabei stand er im ersten Gruppenspiel gegen Spanien in der Startformation und erzielte beim 5:1-Sieg mit dem zwischenzeitlichen 3:1 seinen ersten Länderspieltreffer.
Nachdem die Niederlande sich weder für die EM 2016 noch für die WM 2018 qualifizierten, wurde de Vrij für die EM 2021 nominiert. Mit der niederländischen Auswahl schied er im Achtelfinale aus und stand in allen vier Spielen auf dem Platz. 

## Titel und Auszeichnungen
Niederlande
- B-Junioren-Meister: 2009 (Feyenoord Rotterdam)

Italien
- Meister (2): 2021, 2024 (beide Inter Mailand)
- Pokalsieger (2): 2022, 2023 (beide Inter Mailand)
- Supercupsieger (4): 2017 (Lazio Rom), 2021, 2022, 2023 (alle Inter Mailand)

Auszeichnungen
- Serie-A-Verteidiger der Saison: 2019/20
- Team des Jahres der Serie A: 2020, 2021